# Goudhurst
Goudhurst è un villaggio inglese del Kent, nel borough di Tunbridge Wells.
La parrocchia civile comprende tre ward : Goudhurst, Kilndown e Curtisden Green. Tra le frazioni vi sono Bedgebury Cross, Iden Green, Stonecrouch and Winchet Hill.
Nel 1747 a Goudhurst ebbe luogo la cosiddetta Battaglia di Goudhurst, combattuta fra le milizie locali e i componenti di una banda criminale, denominata Holkhourst Genge, dedita prevalentemente al contrabbando, che spadroneggiava nella zona e ne terrorizzava gli abitanti, fra il 1735 ed il 1749. La banda fu sconfitta, i suoi capi arrestati, processati e giustiziati, e la sua attività si spense nel giro di breve tempo.

## Etimologia
Il termine Goudhurst deriva dall'antico inglese guo hyrst, che significa collina boscosa ove fu combattuta una battaglia. Apparentemente il nome ricorda una battaglia svoltasi nel luogo ai tempi dei sassoni. La pronuncia si è evoluta nel corso dei secoli: Gmthhyrste (c. 1100), Guthurst o Guhthersts (c. 1200), Gudhersts (1232), Guthhurste (1278), Goutherst (1316), Goodherst (1610), l'attuale denominazione.